# Гладышев, Евграф Иванович
Евграф Иванович Гладышев (1780—1855) — русский военачальник, генерал-майор.

## Биография
Родился в 1780 году.
Дата вхождения в военную службу неизвестна.
Евграф Гладышев участвовал в сражениях против Наполеона, в том числе и в Отечественной войне 1812 года. Был несколько раз ранен в боях. В составе Уфимского пехотного полка вошел в Париж.
В период с 01.06.1815 по 28.02.1817 в чине подполковника (полковника с 1816 года) был командиром 19-го егерского полка.
28 января 1837 года Гладышев был назначен начальником 23-й пехотной дивизии вместо уволенного со службы генерал-лейтенанта И. Ф. Петерсена. 21 апреля 1837 года назначен начальником Омской области (руководил по 1838 год).
Генерал-майор Е. И. Гладышев стал последним начальником первой Омской области.

### Смерть
Умер в 1855 году, похоронен в Уфе.
В начале 1990-х годов при реставрации уфимской Казанско-Богородской церкви, в кирпичном склепе, в ограде храма — был найден гроб с останками Евграфа Ивановича Гладышева. 2 ноября 1991 года в Дмитриевскую родительскую субботу он был перезахоронен здесь же на церковном некрополе.

## Награды
- Награждён орденом Св. Георгия 4-й степени (№ 4314; 19 декабря 1829).
- Также награждён другими орденами Российской империи.